# لورشاید
لورشاید (به آلمانی: Lorscheid) یک شهر در آلمان است که در تریر-زاربورگ واقع شده‌است. لورشاید ۶۰۱ نفر جمعیت دارد.